# The Notting Hillbillies

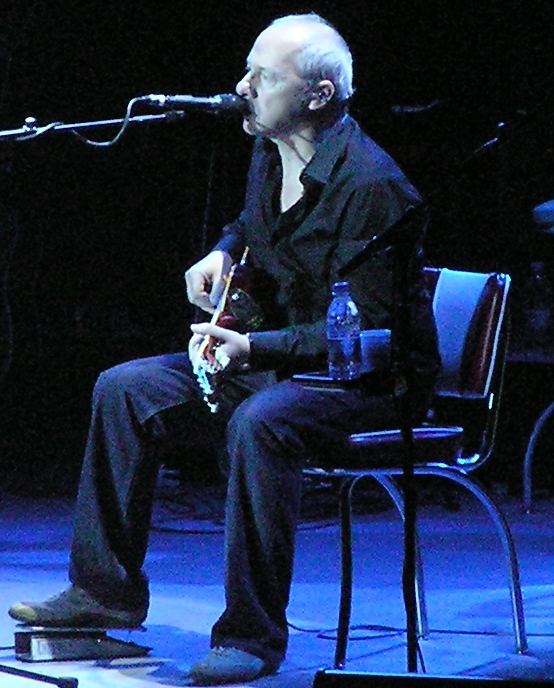
Mark Knopfler, fondateur de The Notting Hillbillies.

The Notting Hillbillies était un groupe britannique fondé en 1986 à la frontière de la country et du blues.

## Historique
En 1986, Mark Knopfler décide de marquer une pause dans l'aventure Dire Straits. Il réunit trois de ses amis, dont l'inséparable Guy Fletcher, et forme le groupe : The Notting Hillbillies.
Le premier et unique album, qui explore les territoires du blues et de la country sort en 1990 : Missing...Presumed Having a Good Time.
Le succès est immense, au grand dam des musiciens qui ne recherchaient pas le succès.
Les membres décident alors, dans un commun accord, de mettre fin à l'aventure.
Le groupe s'est cependant réuni à plusieurs occasions lors d'événements, comme des concerts de charité. Une tournée de 12 concerts a notamment été organisée en 1997 au Royaume-Uni.

## Composition
- Mark Knopfler – guitare, chant
- Steve Phillips – guitare, chant
- Brendan Croker – guitare, chant
- Paul Franklin – guitare pedal steel
- Marcus Cliffe – basse
- Guy Fletcher – claviers, chœurs
- Ed Bicknell – batterie
- Danny Cummings - batterie - (en remplacement de Ed Bicknell pour la tournée de 2002.)

## Discographie
Il n'existe officiellement qu'un seul album de ce groupe, on notera cependant le "Live at Ronnie Scott's" avec la participation de certains membres de Dire Straits, ainsi que quelques sorties en E. P.